# Francis Birch
Albert Francis Birch (Washington, D.C., 22 de agosto de 1903 — Cambridge, 30 de janeiro de 1992) foi um geofísico estadunidense.

## Prémios e honrarias
- Legião do Mérito (1945)
- Medalha Arthur L. Day (1950)[1]
- Medalha William Bowie (1960)[2]
- Medalha Nacional de Ciências (1967)[3]
- Prémio Vetlesen (1968)
- Medalha Penrose (1969)[4]
- Medalha de Ouro da Royal Astronomical Society (1973)[5]
- Prémio Bridgman (1983)